# 정대홍
정대홍(1944년 12월 26일 ~ )은 대한민국의 배우이다.

## 주요 이력
전라북도 전주에서 출생하였으며 서울예술대학 연극과를 나온 그는 1963년 연극배우 첫 데뷔하였으며 병역(육군 병장 만기 제대)을 마치고 1972년 MBC 문화방송 공채 5기 탤런트로 정식 데뷔하였다.
그는 MBC TV 드라마 《전원일기》에서 김 영감(김봉필) 역을 배역하여 유명세를 타기도 하였다. 그는 아울러 TV 드라마 《전원일기》 극중에서 박 영감(박칠복) 역의 홍민우·이 영감(이태호) 역의 정태섭 등과 함께 3영감(양촌리 최고 3대표 어르신) 역의 일원으로 특유의 텁텁한 노역으로써 인기를 얻었으며, 연기 분야 이외 다른 한편의 사무행정 관련 활동으로는 한국연기자탤런트협회 사무국장 등을 거쳐 한국방송연기자 노동조합 제5대 위원장을 역임하였고 한국노총 예하 문화예술인 노동조합 초대 위원장(창립자)을 역임함에 이어 한국방송연기자 노동조합 고문 등을 지냈다. 1994년 한국노동연구원 고위지도자 과정 7기를 수료하였고 1995년 광운대학교 경영대학원 최고지도자 과정을 수료하였다.

## 출연작

### 연극
- 《춘향전》(데뷔 작)
- 《햄릿》
- 《우리 읍내》
- 《안경 가족》
- 《황태자의 첫사랑》
- 《노틀담의 꼽추》
- 《로미오와 줄리엣》
- 《어린 왕자》
- 《오이디푸스》의 오이디푸스 역
- 《해적선》

### 성극
- 《건너가게 하소서》의 갈렙 역
- 《코르자크와 그의 고아들》의 코르자크 역
- 《아버지의 꽃구경》의 아버지 역 외 다수

### 뮤지컬
- 《성냥공장 아가씨》의 아버지 역

### 악극
- 《여자의 일생》
- 《한 오백년》
- 《홍도야 우지마라》외 다수

### TV 드라마
- 1972년 MBC 수사실화극 《수사반장》
- 1973년 MBC 반공드라마 《113 수사본부》
- 1975년 MBC 주간단막극 《제3교실》
- 1978년 MBC 일일연속극 《주인》
- 1978년 MBC 금요연속극 《막내 며느리》
- 1979년 MBC 주간단막극 《사랑의 계절》
- 1979년 MBC 어린이연속극 《무지개 타는 아이들》
- 1979년 MBC 일일연속극 《당신은 누구시길래》
- 1980년 MBC 농촌드라마 《전원일기》 ... 김 영감(김봉필) 역
- 1981년 MBC 어린이드라마 《호랑이선생님》
- 1981년 MBC 정치드라마 《제1공화국》 ... 조일명 역
- 1981년 MBC 주간드라마 《민족풍속도》
- 1982년 MBC 거부실록 《공주갑부 김갑순》
- 1982년 MBC 8.15특집극 《한》
- 1982년 MBC 거부실록 《이용익》
- 1983년 MBC 반공드라마 《3840 유격대》
- 1983년 MBC 여름특집극 《다산 정약용》
- 1983년 MBC 일일연속극 《간난이》
- 1984년 MBC 베스트셀러극장 《비를 타고 오른 망둥이》
- 1985년 MBC 베스트셀러극장 《세발 자전거》
- 1985년 MBC 경로효친특집극 《백발의 청춘》
- 1986년 MBC 조선왕조 오백년 《회천문》
- 1986년 MBC 일요아침드라마 《한지붕 세가족》
- 1986년 MBC 베스트셀러극장 《산타클로스는 있는가》
- 1987년 MBC 월화 미니시리즈 《아름다운 밀회》
- 1988년 MBC 월화 미니시리즈 《원미동 사람들》
- 1988년 MBC 6.25특집극 《그 겨울의 긴 계곡》
- 1988년 MBC 월화 미니시리즈 《마지막 우상》
- 1988년 MBC 조선왕조 오백년 《한중록》 ... 홍낙춘 역
- 1989년 MBC 베스트셀러극장 《코파와 비코파》
- 1989년 MBC 월화 미니시리즈 《황제를 위하여》
- 1989년 MBC 월화 미니시리즈 《완장》
- 1989년 MBC 특집드라마 《독도 수비대》
- 1989년 MBC 월화 미니시리즈 《거인》
- 1990년 MBC 어린이드라마 《별난가족 별난학교》 ... 교감 선생님 역
- 1990년 MBC 청춘드라마 《우리들의 천국》 ... 정대홍 역
- 1991년 MBC 어린이드라마 《동요나라》
- 1991년 MBC 수목드라마 《여명의 눈동자》 ... 박태원 역
- 1992년 MBC 베스트극장 《주말부부별곡》
- 1992년 MBC 월화드라마 《분노의 왕국》
- 1992년 MBC 베스트극장 《일요일의 불청객》
- 1992년 MBC 수목 미니시리즈 《여자의 방》
- 1993년 MBC 정치드라마 《제3공화국》 ... 서정주 역
- 1993년 MBC 베스트극장 《무거운 가방》
- 1993년 MBC 베스트극장 《낮은 사랑 이야기》
- 1993년 MBC 수목드라마 《폭풍의 계절》
- 1993년 MBC 베스트극장 《가시목걸이》
- 1994년 MBC 수목드라마 《야망》
- 1994년 KBS2 주말연속극 《딸부잣집》
- 1994년 MBC 일요아침드라마 《짝》 ... 정달홍 역
- 1995년 MBC 베스트극장 《신 자린고비전》
- 1995년 SBS 월화드라마 《모래시계》
- 1995년 MBC 베스트극장 《후천성 믿음 결핍증》
- 1995년 KBS2 드라마게임 《점분이》
- 1995년 MBC 베스트극장 《이혼 보고서》
- 1996년 MBC 시트콤 《남자 셋 여자 셋》
- 1997년 MBC 베스트극장 《솔로몬 도둑》
- 1997년 MBC 일일연속극 《방울이》
- 1998년 SBS 정치드라마 《삼김시대》
- 1998년 MBC 베스트극장 《당신이 잠들때까지》
- 1998년 MBC 수목 미니시리즈 《해바라기》
- 1999년 MBC 베스트극장 《첫사랑》
- 1999년 MBC 주말연속극 《남의 속도 모르고》
- 1999년 MBC 월화드라마 《허준》
- 2000년 MBC 수목 미니시리즈 《진실》
- 2000년 MBC 시트콤 《논스톱》 ... 정홍래 역
- 2001년 MBC 월화드라마 《상도》 ... 보부상 대장 역
- 2003년 MBC 수목드라마 《앞집 여자》
- 2003년 MBC 월화드라마 《대장금》 ... 내의원 소속 궁중 어의 역
- 2004년 MBC 베스트극장 《다리 위의 남녀》
- 2004년 MBC 월화드라마 《영웅시대》
- 2006년 MBC 월화드라마 《주몽》
- 2008년 MBC 월화드라마 《밤이면 밤마다》
- 2014년 MBC 수목드라마 《개과천선》
- 2019년 JTBC 월화드라마 《눈이 부시게》 ... 뽀삐 할배 역
- 2023년 JTBC 토일드라마 《킹더랜드》 ... 가파도 주민 할아버지 역

### TV 프로그램
- MBN 《기막힌 이야기 실제상황》 외 다수